# 特克辛塔尔
特克辛塔尔是奥地利下奥地利州梅尔克县的一个市镇。总面积32.45平方公里，总人口1621人，人口密度50.0人/平方公里（2005年）。